# Bodas aldobrandinas

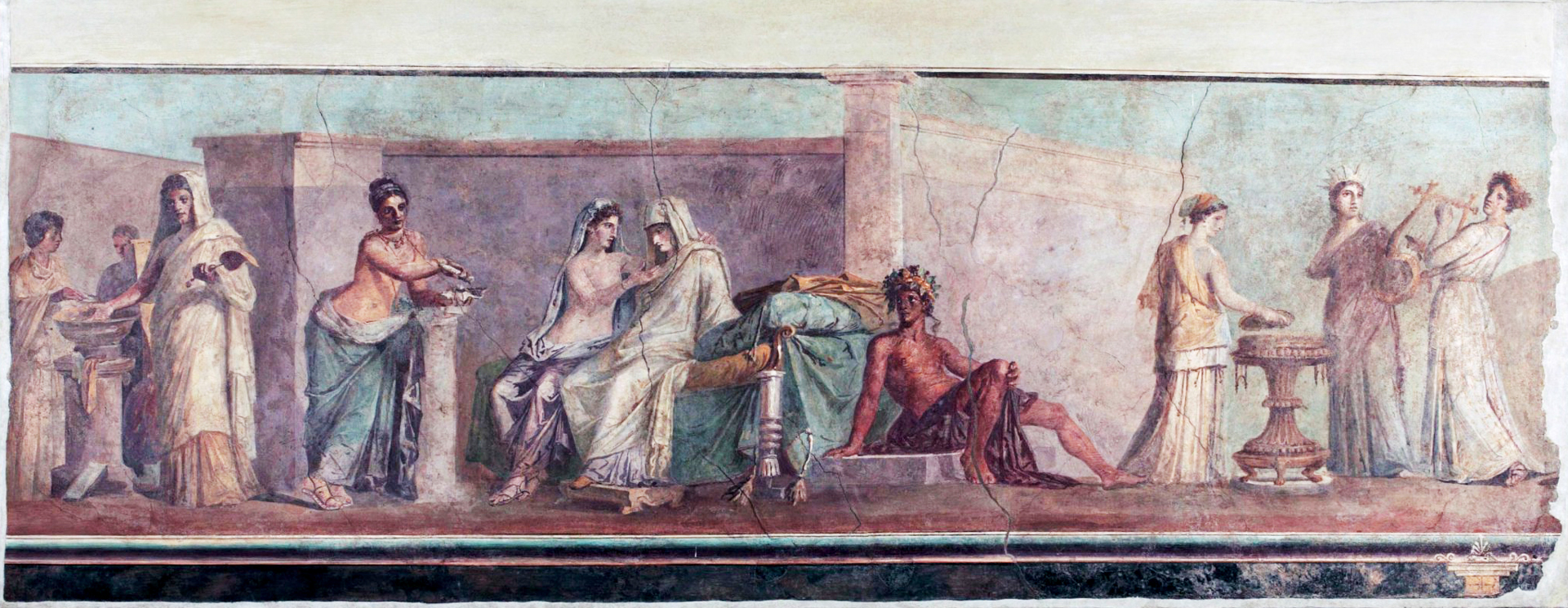
Bodas aldobrandinas

Bodas aldobrandinas es una antigua pintura al fresco, ejemplar valiosísimo, probablemente de la época de Augusto, que se consideró el más notable del arte antiguo hasta el descubrimiento de Pompeya.

## Historia
Se encontró en 1606 en el monte Esquilino, cerca de Santa María la Mayor, en el lugar que ocuparon los jardines de Mecenas. La adquirió y llevó a su finca el cardenal Aldobrandini (de ahí el sobrenombre de la pintura), pasando luego a ser propiedad del pintor Camuccini. En 1812 la compró el banquero Vicente Nielli, que la regaló a los Museos Vaticanos, donde figura desde 1818.

## Análisis
Mide 1,20 m de alto por 2,60 de ancho y forma un tríptico, dividido en dos columnas, en el que aparecen diez personajes. En el centro aparece la novia cubierta con el velo de boda (flammeum), sentada en el lecho (kliné), acompañada de otra mujer con el torso desnudo, que le habla infundiéndole ánimos. Algunos críticos opinan que personifica a Peitho, otros a Afrodita y otros que es una amiga de la novia.
A la izquierda del lecho se apoya una joven sobre una columna, en actitud de mezclar los aceites perfumados con los que frotar a la desposada. Sentado en una plataforma, a la derecha, se encuentra el novio y, en el compartimiento de este lado, tres jóvenes forman un grupo, donde se hace una ofrenda cantando y pulsando una lira. En la división de la izquierda, una matrona, probablemente la madre de la novia (acaso Hera Telesia, protectora del matrimonio) y otras dos mujeres  preparan el agua lustral destinada al lavatorio de la novia.
Winckelmann supone que esta pintura representa las bodas de Tetis y Peleo; otros críticos las de Baco y Cora. Robert difiere de estas opiniones aunque conviniendo en que se trata de una boda.

## Restauración y copias
Esta pintura sufrió varias restauraciones que desaparecieron, por fortuna, bajo la dirección del escultor Canova. Se han hecho de ella muchas copias, siendo la mejor la de la Galería Doria, de Roma.  Hay otra copia en el Museo Universitario de Halle y una regular imitación en el de Berlín.

## Valoración
Este fresco, con otros desaparecidos, formaba un friso y aun siendo superiores a la generalidad de las pinturas del primer siglo del Imperio, las Bodas aldobrandinas solo alcanzan un nivel artístico secundario, al lado del valor arqueológico.